# St. Georg (Gliwice)

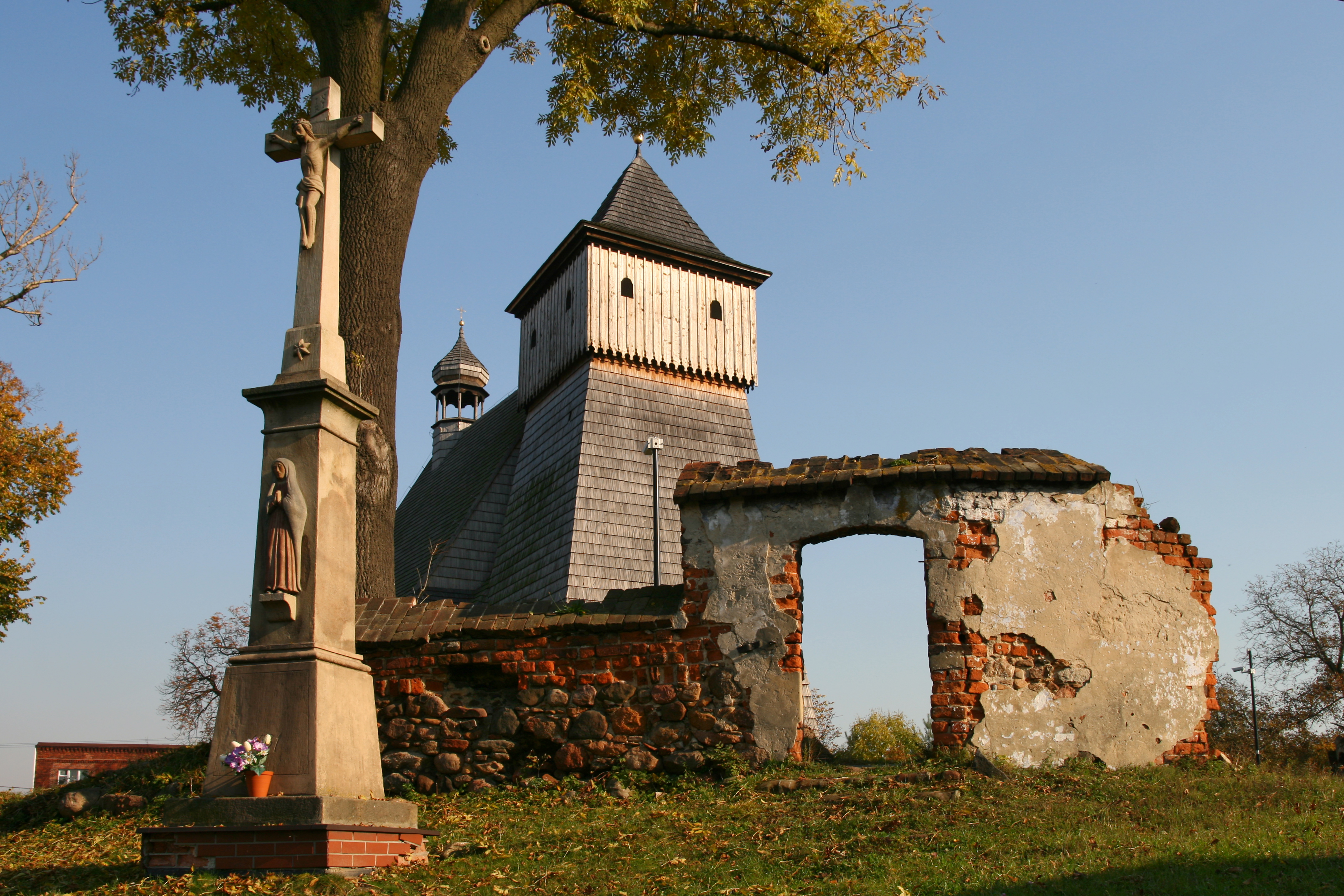
Außenansicht

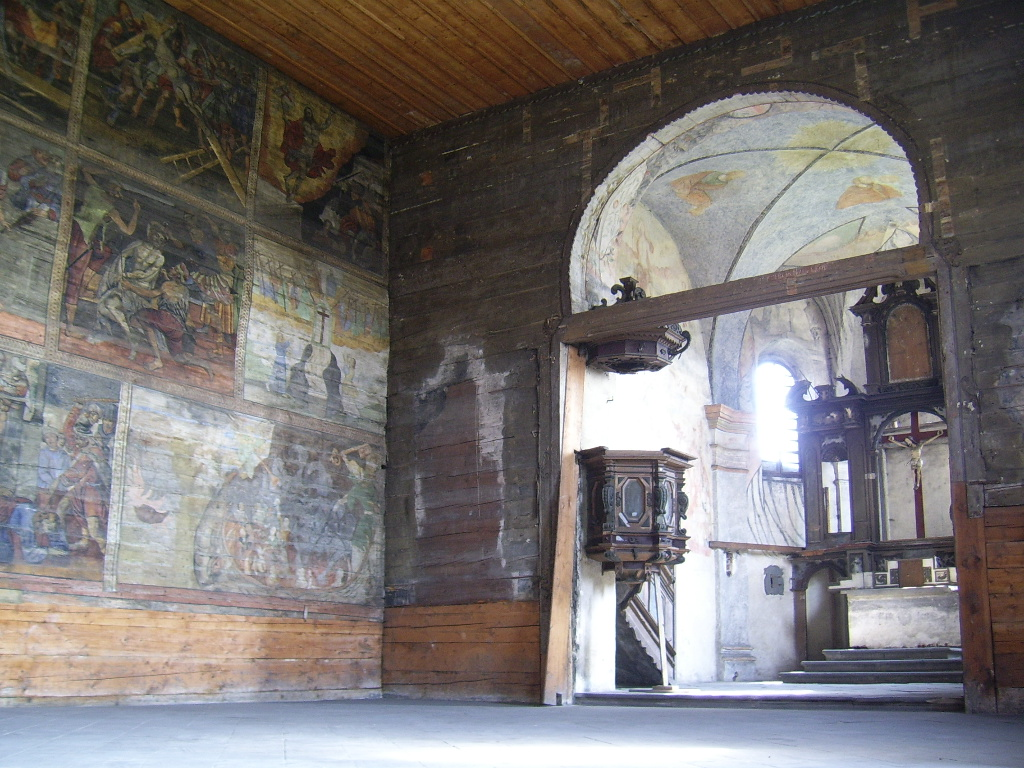
Innenansicht

Die Schrotholzkirche St. Georg (polnisch Kościół św. Jerzego) ist eine ehemals römisch-katholische Kirche im Stadtteil Ostropa (Ostroppa) in Gliwice (Gleiwitz).

## Geschichte
Die Kirche wurde erstmals 1340 erwähnt. Das heutige Kirchengebäude stammt spätestens aus dem Jahr 1640. Das genaue Baujahr ist jedoch nicht urkundlich überliefert. Der angebaute Glockenstuhl trägt die Inschriften 1641 und „parochus ostropiensis“.
Am 15. Juli 1719 wurde die Kirche durch den Suffragan und Bischof von Leontopolis aus Breslau dem hl. Georg geweiht. 1807 wurde die Kirche zur Pfarrei erhoben. 1925 wurde die Kirche durch einen nebenstehenden neobarocken Neubau ersetzt.
Seit 1926 wird die Kirche nicht mehr genutzt. 2008 begannen Restaurierungsarbeiten.